# Ducado de Soria
El ducado de Soria es un título nobiliario español concedido en dos ocasiones.
La primera vez fue otorgado por Enrique II de Castilla en fecha desconocida de 1370 a Beltrán Duguesclín, siendo uno de los títulos nobiliarios españoles de carácter hereditario más antiguo; revirtió a la Corona en fecha desconocida de 1375 a cambio de 240.000 doblas.
Posteriormente fue creado con grandeza de España originaria por Juan de Borbón, conde de Barcelona, durante su exilio para su hija Margarita de Borbón y Borbón-Dos Sicilias, infanta de España y ii duquesa de Hernani, grande de España, aunque el título no fue legitimado hasta el 23 de junio de 1981, reinando ya su hijo Juan Carlos I. El título, por ser un título de la Casa Real, tiene carácter vitalicio, por lo que una vez haya fallecido su actual poseedora, la dignidad revertirá de nuevo a la Corona.

## Denominación
Su denominación hace referencia a la ciudad de Soria, en la provincia de Soria.

## Duques de Soria
|                                             | Titular                                     | Periodo                                     |
| Primera creación por Enrique II de Castilla | Primera creación por Enrique II de Castilla | Primera creación por Enrique II de Castilla |
| ------------------------------------------- | ------------------------------------------- | ------------------------------------------- |
| i                                           | Beltrán Duguesclín                          | 1370-1375                                   |
| Segunda creación por Juan Carlos I          |                                             |                                             |
| i                                           | Margarita de Borbón y Borbón                | 1981-actual titular                         |